# Dove (flod)
Dove är en flod som ligger i East Midlands, England och är 65-70 km lång. Floden är mest känd för Charles Cottons fiskehus, som inspirerade Izaak Walton att skriva The Compleat Angler, som handlar om hur man blir en bättre fiskare. Floden utgör gräns mellan Staffordshire och Derbyshire.
Stora delar av floden ägs av National Trust for Places of Historic Interest or Natural Beauty och utgör naturreservat.

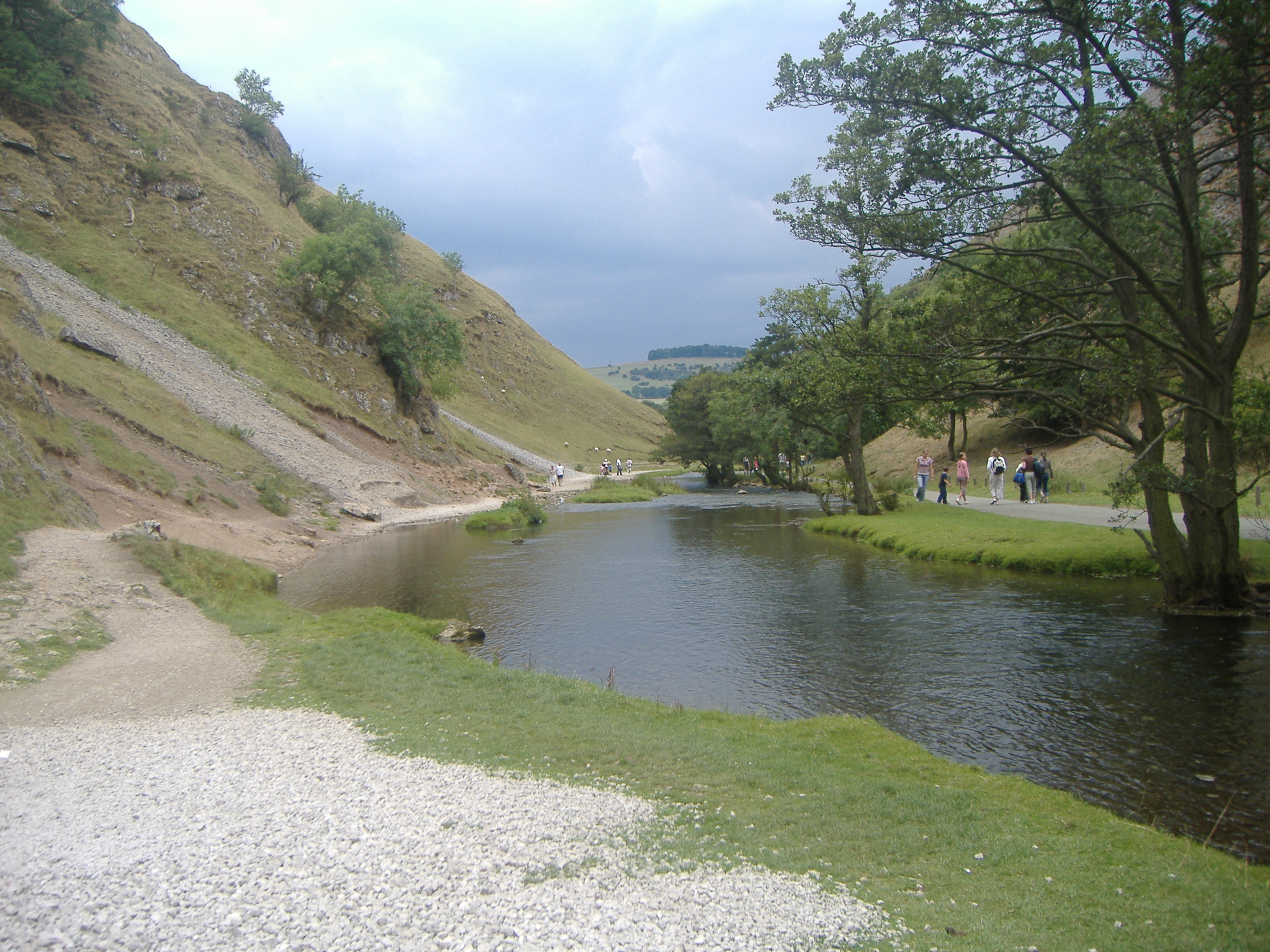
Dove vid Dovedale.

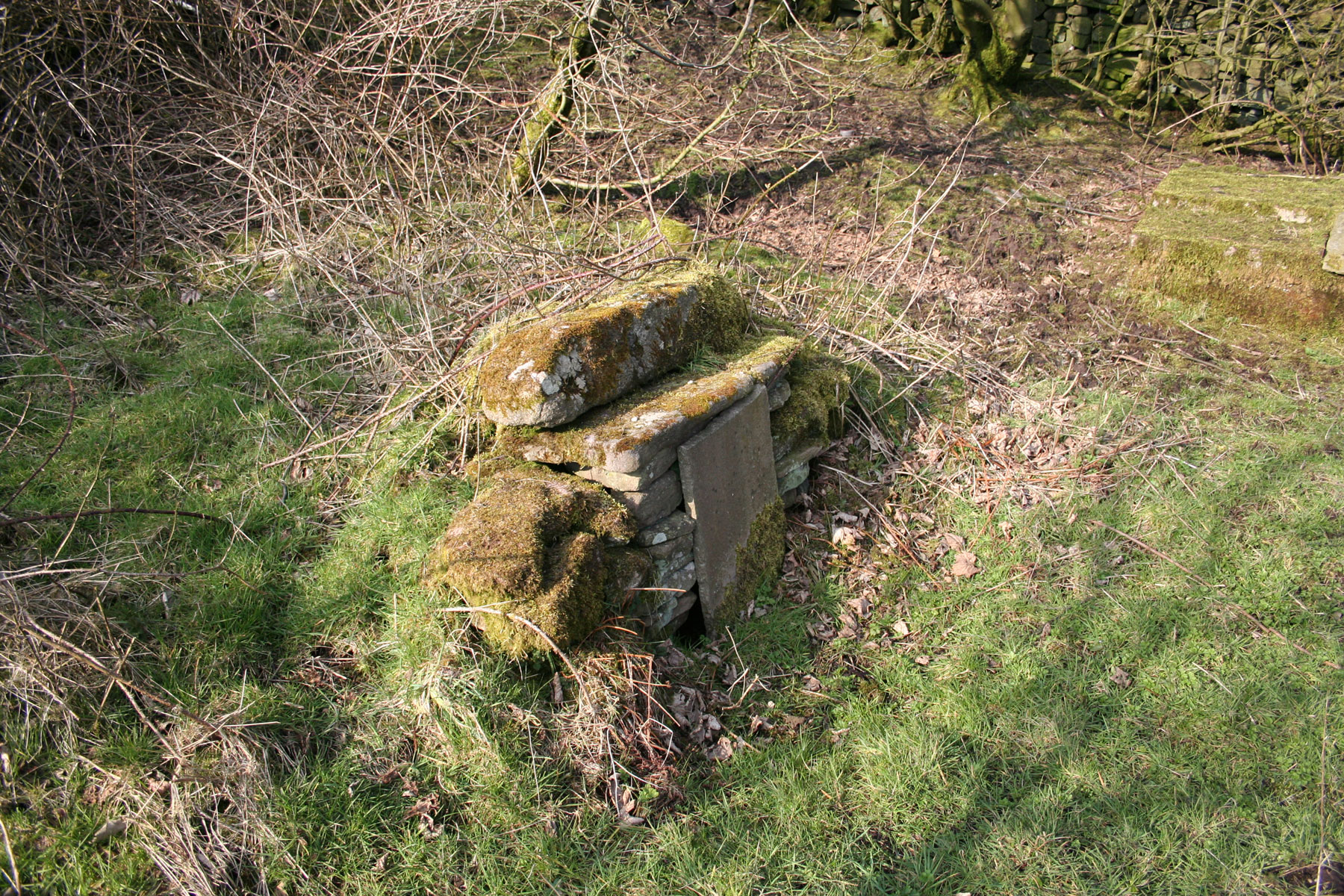
Den traditionella källan till Dove, numera oftast torr.

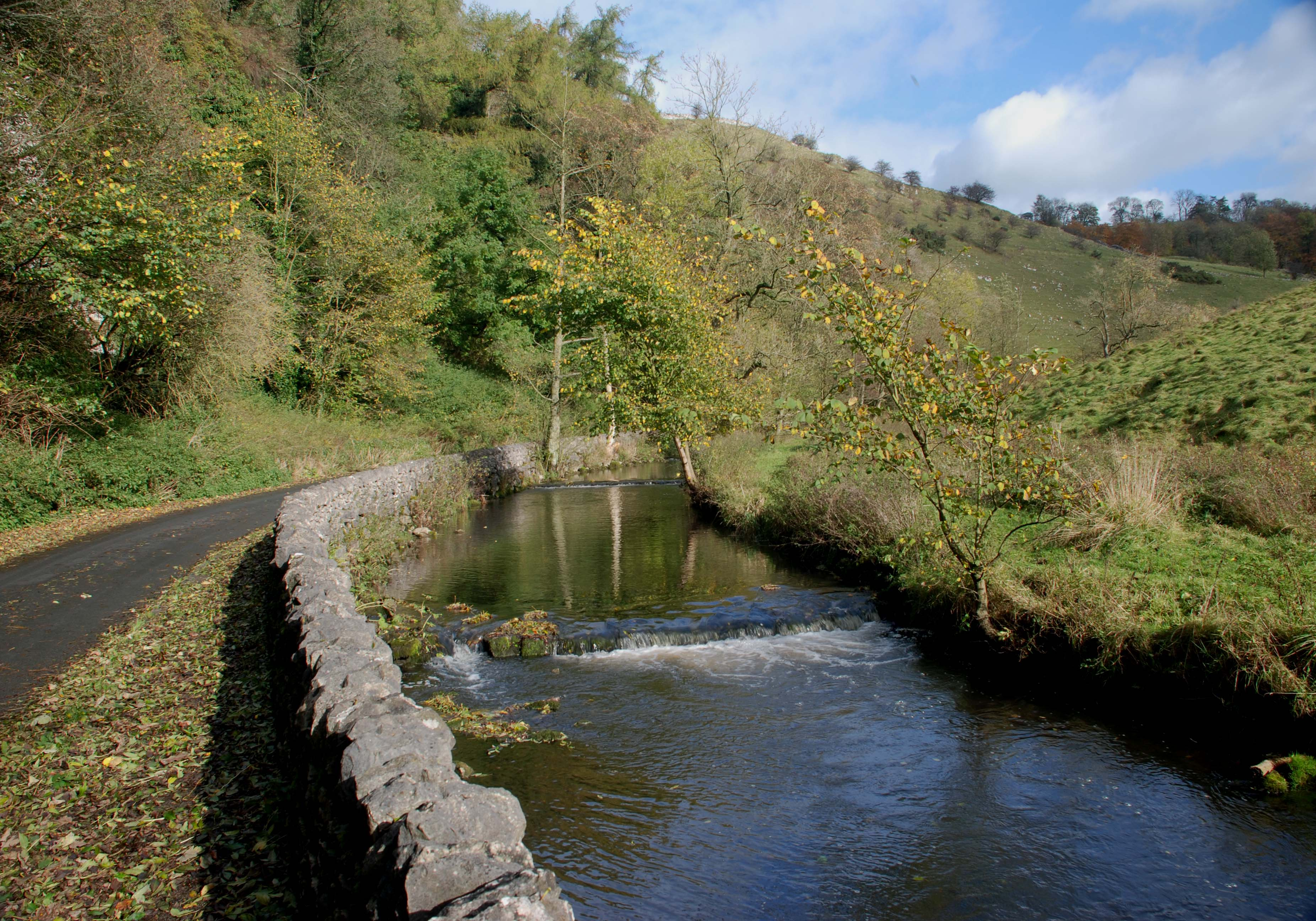
Dove vid Milldale.

## Bifloder
Alfabetisk lista över bifloder:

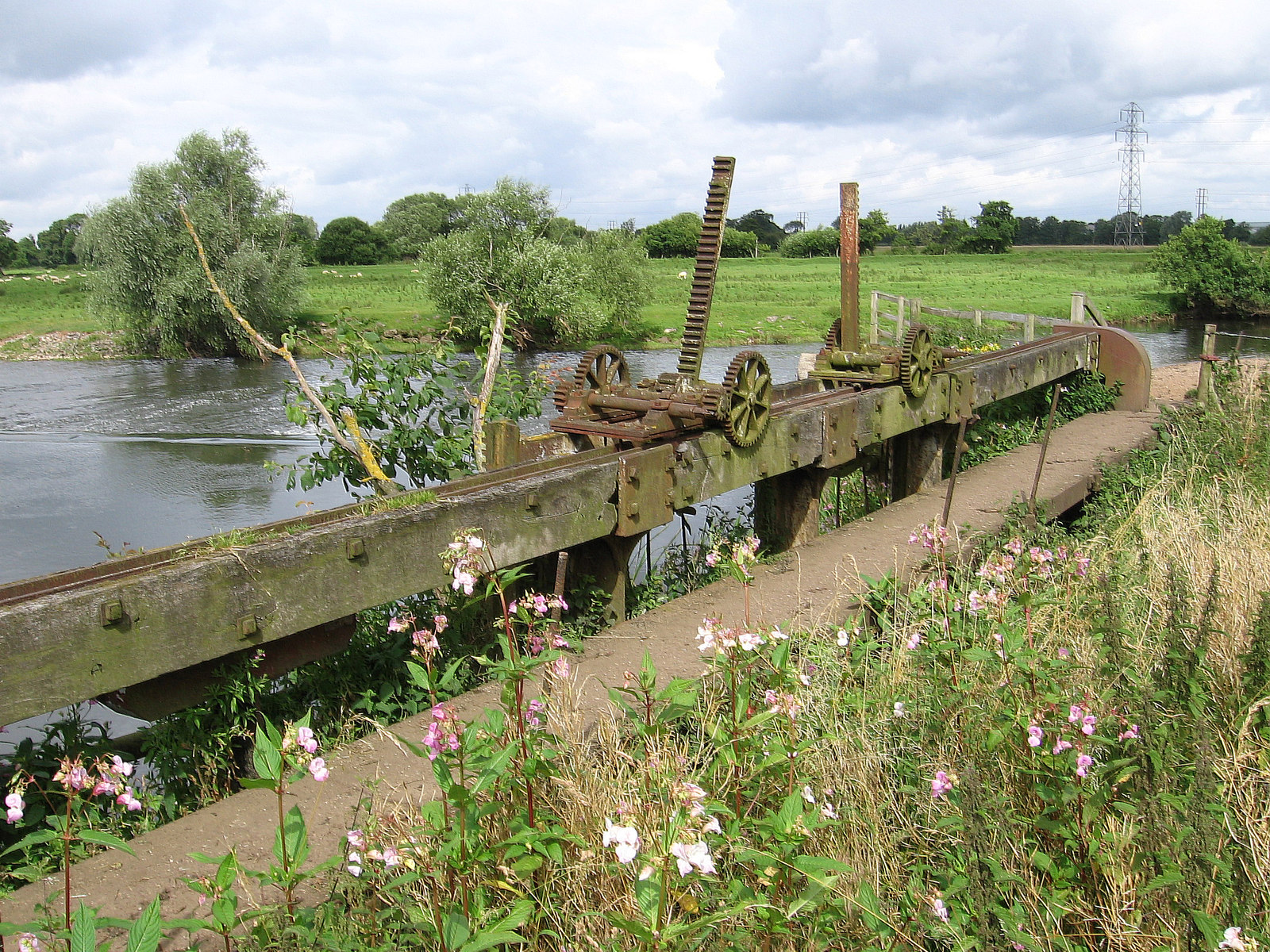
Dove nära Tutbury (Mill Fleam Sluice).

- Alders Brook som förenar sig med Dove nära Rocester
- Bentley Brook
- Churnet
- Foston Brook som förenar sig med Dove nära Rocester
- Henmore Brook
- Hilton Brook
- Manifold
- Marchington Brook som förenar sig med Dove nära Marchington
- Marston Brook som förenar sig med Dove nära Marchington
- Picknall Brook som förenar sig med Dove nära Uttoxeter
- Rolleston Brook som förenar sig med Dove nära Rolleston on Dove
- Tean
- Tit Brook som förenar sig med Dove nära Ellastone